# Baseball aux Jeux de l'Extrême-Orient
L'épreuve de baseball aux Jeux de l'Extrême-Orient était la seule compétition majeure de baseball en Asie, avant la Seconde Guerre mondiale.

## Palmarès
| N° | Édition                       | Ville hôte | Or          | Argent      | Bronze      |
| -- | ----------------------------- | ---------- | ----------- | ----------- | ----------- |
| 1  | Jeux de l'Extrême-Orient 1913 | Manille    | Japon       | Philippines | -           |
| 2  | Jeux de l'Extrême-Orient 1915 | Shanghai   | Philippines | Chine       | -           |
| 3  | Jeux de l'Extrême-Orient 1917 | Tokyo      | Japon       | Philippines | -           |
| 4  | Jeux de l'Extrême-Orient 1919 | Manille    | Philippines | -           | -           |
| 5  | Jeux de l'Extrême-Orient 1921 | Shanghai   | Philippines | Japon       | Chine       |
| 6  | Jeux de l'Extrême-Orient 1923 | Osaka      | Philippines | Japon       | Chine       |
| 7  | Jeux de l'Extrême-Orient 1925 | Manille    | Philippines | Japon       | Chine       |
| 8  | Jeux de l'Extrême-Orient 1927 | Shanghai   | Japon       | Chine       | Philippines |
| 9  | Jeux de l'Extrême-Orient 1930 | Tokyo      | Japon       | Chine       | Philippines |
| 10 | Jeux de l'Extrême-Orient 1934 | Manille    | Philippines | Japon       | Chine       |

## Tableau des médailles
| Rang | Nation      | Or | Argent | Bronze | Total |
| ---- | ----------- | -- | ------ | ------ | ----- |
| 1    | Philippines | 6  | 2      | 2      | 10    |
| 2    | Japon       | 4  | 4      | 0      | 8     |
| 3    | Chine       | 0  | 3      | 4      | 7     |